# Spencer (Dakota Południowa)
Spencer – miasto w Stanach Zjednoczonych, w stanie Dakota Południowa, w hrabstwie Faulk.